# Paix d'Apamée
Pour les articles homonymes, voir Apamée (homonymie).
 (février 2024).

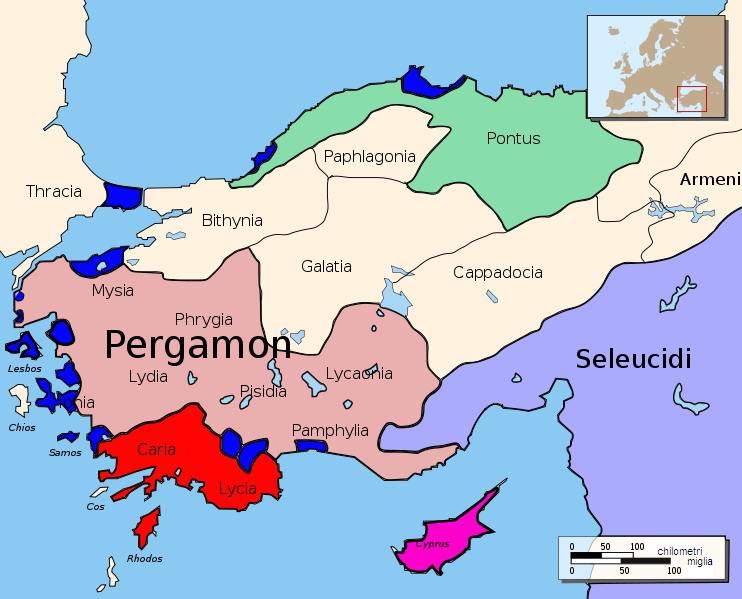
L'Asie Mineure après le traité d'Apamée en 188 av. J.-C.

La paix d’Apamée, du nom de la cité d'Apamée en Phrygie (anciennement Kibôtos), est un traité de paix signé en 188 av. J.-C., après la victoire des Romains contre le roi séleucide Antiochos III, qui met fin à la guerre antiochique. Vaincu à Magnésie du Sipyle, le royaume séleucide doit renoncer définitivement à ses prétentions sur la Grèce et l’Asie Mineure, au profit des alliés de Rome, Rhodes et surtout Pergame, qui domine alors la Lydie, la Phrygie, la Pisidie, la Lycaonie et la Chersonèse. Rhodes se voit attribuer la Carie et la Lycie. 
Rome devient dès lors la puissance arbitre dans cette zone, mais n'annexe rien elle-même, le Sénat préférant gagner des zones d'influence, vraisemblablement par méfiance envers les imperatores (généraux victorieux) ; elle impose au roi séleucide de nombreuses clauses territoriales et militaires pour favoriser une nouvelle organisation politique du monde hellénistique. La paix d’Apamée comporte également des clauses financières lourdes. La paix d’Apamée concrétise une inversion durable des rapports de forces dans la Méditerranée orientale et l'émergence de Rome comme puissance sans rivale dans l’espace méditerranéen.

## Sources
La paix d’Apamée nous est connue par plusieurs historiens antiques qui l’ont résumée.
Le premier est Polybe, un Grec présent à Rome au IIe siècle av. J.-C., qui fait le récit de la négociation dans ses Histoires. 
Tite-Live et Appien sont d’autres sources sur ce traité, reprenant en partie Polybe, et ayant probablement d’autres sources.

## Contexte historique: la guerre antiochique (192-188)

La Grèce et l'Asie Mineure à la veille de la guerre antiochique.

### Rome face aux ambitions d'Antiochos III
Antiochos III manifeste l'ambition de restaurer l'empire séleucide dans l’étendue qu’il avait du temps de Séleucos Ier et décide de prendre le contrôle des cités grecques d'Asie Mineure, se heurtant aux Attalides de Pergame. En 197 av. J.-C., il prend le contrôle d’Éphèse et atteint les Détroits. En 196, les forces séleucides traversent les Détroits et portent la guerre en Thrace afin de récupérer les terres que Séleucos Ier a revendiquées. Aux Jeux isthmiques de 196, les Romains commencent à manifester une certaine opposition : ils demandent à l’ambassade séleucide que le roi évacue l’Europe. Or, Antiochos maintient sa position. Rome n’a pas brandi d’ultimatum mais la tension subsiste entre les deux puissances, surtout que Pergame incite Rome à agir, tout comme les Rhodiens, et ses autres alliés de Smyrne et Lampsaque. Antiochos conclut tout de même la paix avec Ptolémée V. 
Les agissements romains incitent de plus en plus Antiochos à revendiquer des terres et à imposer sa domination. En effet, Flamininus retarde l’évacuation promise en 196 des terres grecques. Il subsiste un conflit au sein du Sénat romain sur la question du danger que représente le roi séleucide : on craint une alliance entre Antiochos III et Philippe V, malgré le traité de Tempé qui lie le roi macédonien et Rome depuis 196.

### Déclenchement du conflit
La rupture entre Rome et Antiochos III se produit quatre ans plus tard, en 192 av. J.-C. Pourtant, les tentatives pour préserver la paix entre les deux puissances sont nombreuses en 193 : des ambassades sont envoyées et Rome demande le retrait séleucide immédiat de Thrace. En échange, elle promet de ne pas étendre son influence en Asie Mineure. Les pourparlers ne donnant rien (Antiochos espérant que les troubles en Grèce suscités par les Étoliens mécontents affaiblissent la position diplomatique romaine), la guerre antiochique se déclenche. 
L’agitation en Grèce favorise également le déclenchement de la guerre : les Étoliens, épaulés par Nabis de Sparte, cherchent à entraîner Antiochos III et Philippe V dans leur lutte contre l’ordre établi par Rome. En 192, les Étoliens entrent en guerre, ce qui incite le Séleucide à réagir : il répond favorablement à leur demande d’intervention. Le débarquement à Démétrias de 10 000 soldats en 192 déçoit les espoirs des Étoliens en un soutien séleucide et les forces romaines apparaissent plus homogènes que les Grecs. Peu soutenu par ses alliés, battu aux Thermopyles, le roi finit par s’enfuir avec seulement 500 hommes au printemps 191.

### Fin du conflit
À Rome, Scipion l'Asiatique se voit attribuer la compétence militaire sur la Grèce et gagne les Détroits. Antiochos III perd toute la Thrace, ce qui l'oblige à se replier en Asie Mineure. La bataille décisive a lieu à Magnésie du Sipyle, au début de l’année 189. Malgré sa supériorité numérique et la présence de dizaines d'éléphants de guerre, l’armée séleucide est vaincue : les 72 000 soldats d’Antiochos III cèdent face au front uni des 30 000 Romains.

## Le traité

### Règlement de la paix

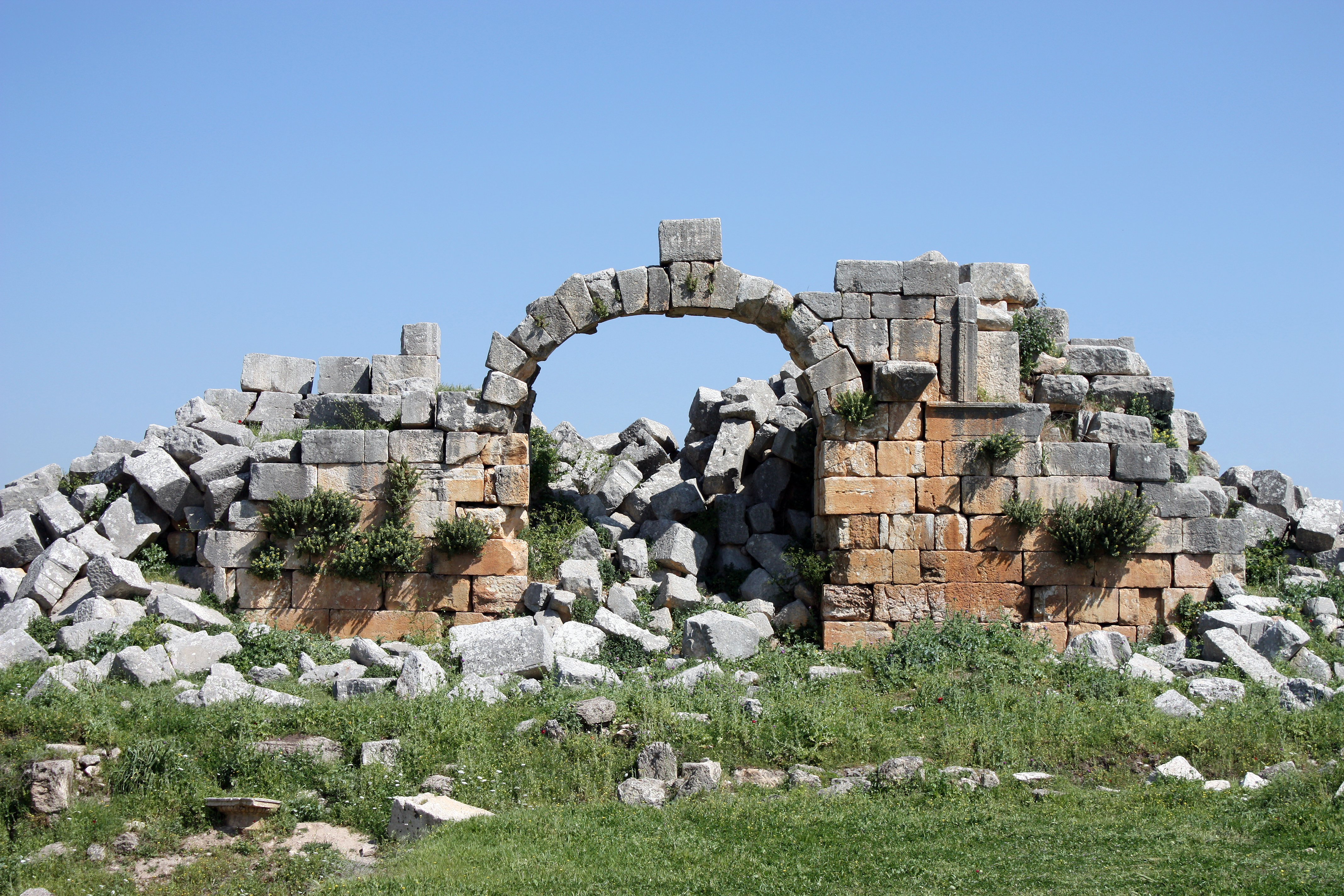
Les vestiges d'Apamée.

Début 189 av. J.-C., les préliminaires d’un traité de paix entre les Romains et les Séleucides sont conclus, entre, d’un côté, le second d'Antiochos III, Zeuxis, et son diplomate en chef, son cousin Antipater, et de l’autre côté, Scipion l'Africain et Scipion l'Asiatique. La rencontre a lieu à Sardes. Cette convention nous est connue par Polybe.
L’acceptation de cette convention préliminaire est soumise à des conditions. Parmi elles, se trouve la livraison d'otages, dont le propre fils du roi, le futur Antiochos IV, ainsi que les conseillers du roi les plus virulents contre Rome, tous âgés entre 18 et 45 ans. Polybe mentionne les noms des otages donnés : « Antiochos livrera aussi, s’il en a la possibilité, le Carthaginois Hannibal, fils d’Hamilcar Barca, l’Acarnanien Mnasilochos, l’Aitolien [Thoas], ainsi que Philon et Euboulidas de Chalcis et tous les Étoliens qui ont exercé des magistratures ». À cela s’ajoute également vingt otages âgés de dix-huit ans à quarante-cinq ans. Un premier versement de 500 talents d’argent (soit environ 13 tonnes) a lieu dès le début des négociations, suivi d’un second de 2500 à la conclusion de la paix (ce second versement serait l’équivalent d’un an de ressources fiscales pour le royaume séleucide) avec, en sus, du blé destiné à nourrir les légions. Clara Berrendonner estime que ces premiers paiements ont plusieurs utilisations possibles :
- rendre claire la situation : le vaincu donne une partie de ses biens au vainqueur ;
- affaiblir l’ennemi en le privant de moyens de faire la guerre (rejoignant ici les clauses sur la confiscation de la flotte et l’abattage des éléphants de guerre) ;
- couvrir les besoins immédiats des légions, dont la solde, et permettre au général vainqueur de récompenser les légionnaires par l’équivalent d’une prime.

Cette convention générale est ensuite approuvée par le Sénat. Celui-ci désigne dix commissaires envoyés en Asie pour négocier les questions de détail puis ratifiée à Apamée. Outre la convention de départ et le résumé de l’approbation par le Sénat, Polybe donne le détail du traité définitif.
Le traité est ratifié durant l'été 188 à Apamée en Phrygie sur le haut Méandre.  Selon les habitudes romaines, son texte est gravé sur une plaque de bronze conservée sur le Capitole.
Le proconsul Manlius Vulso et la commission des dix légats sénatoriaux décident dès lors les clauses du traité d’Apamée. Dès la fin de la rédaction du traité, le proconsul envoie Minucius Thermus, ainsi que son propre frère L. Manlius, auprès d’Antiochos afin qu’il ratifie les articles finaux. Le royaume séleucide et la République romaine ne sont pas les seuls à prendre part au règlement : Ariarathe IV de Cappadoce entre dans l’alliance romaine. Le roi Eumène contrôle les Galates pour éviter leurs visées expansionnistes. L’Égypte lagide, absente du traité, ne récupère pas la Cœlé-Syrie. Les conditions de Rome sont nombreuses face à la puissance vaincue. Polybe écrit : « L’amitié des Romains est acquise pour toujours à Antiochos s’il observe les conditions du traité ».[réf. nécessaire]

### Clauses territoriales et militaires
Sont fixés comme préalables le retrait d’Antiochos d’Europe et d’Asie mineure, et la restitution par lui de certaines personnes et biens.
Le traité interdit à Antiochos de faire la guerre à tout État ou cité d’Europe et des îles grecques ; il doit retirer ses troupes d’Europe et de toute l’Asie mineure au-delà de la vallée du Taurus jusqu’au Tanaïs (seul Tite-Live donne ce détail). En Asie mineure, il lui est concédé le droit de faire une guerre défensive contre une cité qui l’aurait attaqué, mais sans en retirer aucun avantage territorial. Sa flotte, réduite à dix navires, ne doit pas dépasser l’embouchure du Calycadnos. Il doit en outre verser une indemnité, livrer sa flotte dont il ne conserve que des éléments symboliques, abandonner ses éléphants de guerre. Il lui est également interdit de recruter des mercenaires dans la sphère d’influence romaine. La clause la plus importante du traité d’Apamée est la clause territoriale, qui met fin à la domination des Séleucides sur la partie que le roi revendique en Asie Mineure.Toutefois, les sources ne sont pas parvenues aux historiens contemporains dans la meilleure qualité possible : de Polybe, il n’a été conservé que 5 mots, et le texte est altéré chez Tite-Live. La redécouverte d’Appien et les découvertes permettent de donner de nouveaux éléments.[réf. nécessaire]
Le Sénat romain interdit aux Séleucides de traverser la limite du Taurus-Halys, et leur intime de ne pas porter la guerre dans la zone évacuée. Le Sénat aurait selon Polybe transmis les instructions suivantes : « Les habitants de la contrée, en deçà du Tauros, qui étaient sujets d’Antiochos, seront cédés à Eumène II. Cependant, la Lycie et la Carie (celle-ci jusqu’au fleuve Méandre) appartiendront aux Rhodiens. Celles des cités grecques qui étaient tributaires d’Attale verseront le tribut au même taux à Eumène II. Celles qui le versaient à Antiochos en seront seules affranchies ».[réf. nécessaire]
Le traité stipule également qu’il doit donner ou abattre ses éléphants de guerre, tout comme en arrêter l’élevage. Des émissaires romains seront envoyés pour vérifier la bonne exécution de cette clause.  Ces clauses [flotte éléphants ] ne furent appliquées que tardivement : il fallut attendre la mort d’Antiochos IV pour que la flotte soit détruite et les éléphants abattus. Cn. Manlius Vulso, commandant en chef en Asie, procède à Apamée, assisté de dix légats sénatoriaux, à la répartition du pays conquis. En outre, les éléphants de guerre sont livrés à Rome et seuls dix navires restent à l’ancienne puissance séleucide. Les prisonniers de guerre doivent être relâchés. 
La paix d’Apamée ne touche pas uniquement l’empire séleucide. Le royaume attalide bénéficie d'une vaste expansion territoriale, mais n'a accès à la mer que de façon réduite : la plupart des cités côtières de la Propontide à la Pamphylie, sont soit libres, soit rhodiennes. Pendant les négociations, Rome réduit les Étoliens, qui visaient la Macédoine. Le traité de paix les prive de l’Acarnanie, de la Phocide, de la Malide et de la Phthiotide.
Le traité de paix est donc lourd de conséquences pour les Séleucides qui sont chassés de la mer Égée et repoussés d'Asie Mineure. Les possessions qui lui ont été arrachées sont partagées entre Rhodes et le royaume de Pergame. Désormais, il s’agit d’évaluer l’influence romaine à un tout autre niveau : ce sont tous les Grecs qui sont affectés par les interventions romaines, si on omet l'Égypte lagide, alors en pleine décadence.

### Clause financière et otages
Les sources ne sont pas toujours d’accord sur le montant : pour Tite-Live, la somme s’élevait à 15 000 talents euboïques. Polybe mentionne de façon détaillée l’ensemble des clauses financières : « Il leur livrera en outre quarante mille mesures de blé. Il versera au roi Eumène, dans les cinq années à venir, trois cent cinquante talents, à raison de soixante-dix par an, les paiements annuels étant effectués à la même époque que pour les Romains ». En outre, le lieu du paiement est précisé : à Rome même, ce qui donne la charge du transport au vaincu (en outre, en cas de naufrage ou d’attaque e du convoi en route, les pertes sont pour le vaincu). Les mesures apparaissent extrêmement lourdes. L’indemnité de guerre est en somme un butin différé, ce qui est nouveau pour la puissance romaine : on doit payer en 12 annuités, et en même temps une justification juridique du butin. Rome impose également une indemnité de guerre et des livraisons d’otages aux Étoliens. Le traité comprend également des clauses de secours : si le royaume séleucide ne peut pas rembourser dans le temps imparti, la différence devra être réglée l’année suivante. 
Les avis sur les effets de ce tribut divergent parmi les historiens. Cette dette a pu pousser Antiochos III à une campagne en Élymaïde afin de piller le temple de Bēl dès 187. Quelques années plus tard, il est possible que ce soit pour la même raison que son successeur Séleucos IV tente de piller le temple de Jérusalem. Mais Georges Le Rider note que les revenus des taxes sur le commerce dans le royaume séleucide ont énormément augmenté après la guerre, il est donc probable que le paiement du tribut n’ait pas été si difficile pour eux. Il est possible que des paiements faits en 174 par Antiochos IV et 165 soient les derniers versements, en retard, de ce tribut (qui était prévu pour s’achever en 176).
Le traité prévoit que les otages livrés seraient remplacés tous les trois ans. Ainsi, en 174, quand Seleucos IV Philopator meurt, son fils Démétrios est otage à Rome, où il a remplacé Antiochos, son oncle et futur roi,.
La paix d’Apamée ouvre en Asie mineure une période de « stabilité et de prospérité », marquée également par une autonomie inconnue depuis des siècles.
Avec la paix d’Apamée, on note la disparition des ateliers monétaires séleucides en Asie mineures : les conséquences en sont la régression de l’étalon attique pour les tétradrachmes et le remplacement par les monnaies attalides et rhodiennes, seules les cités libres d’Éolide et d’Ionie continuant de se référer à l’étalon attique.
Rhodes connait après la paix d'Apamée l’apogée de sa prospérité commerciale, observée par la diffusion de ses amphores. Cette apogée dure moins de trente ans : la création du port franc de Délos par Rome contribue semble-t-il fortement à une véritable récession.
Bien que nous n’ayons pas de certitudes en ce qui concerne l’acquittement des clauses financières du traité par les Séleucides, il est certain qu’ils n’ont tenu compte que très relativement des clauses territoriales. Ainsi, il faut une intervention énergique de C. Popillius Laenas pour que Antiochos IV interrompe sa campagne contre l’Égypte en 168 av. J.-C. De son côté, la république romaine ne se prive pas d’avancer ses pions dans la zone d’influence laissée au vaincu de 189, en concluant un traité d’alliance avec les Juifs de Judas Macchabée en 161. Traité qui comportait une clause d’assistance mutuelle en cas de guerre assortie de la mention « si les circonstances s’y prêtent », qui permettait à Rome de ne secourir son allié attaqué que si tel était pas son intérêt. Aussi, quand en 135-131, Jérusalem est assiégée par Antiochos VII, Rome se contente d’envoyer des ambassadeurs auprès du roi séleucide.

## Conséquences

### Statut des cités d’Asie Mineure
Pendant l’été 188, le traité d’Apamée reconnaît la liberté de nombreuses cités côtières, à savoir : Cyzique, Parion, Lampsaque, Abydos, Ilion, Alexandrie de Troade, Ténédos, Myrina, Kymé, Aigai, Phocée, Smyrne, Erythrées, Téos, Colophon, Magnésie du Méandre, Priène, Milet, Alabanda, Héraclée du Latmos, Iasos, Mylasa, Myndos, Halicarnasse et Cnide. Deux statuts de cités se dessinent après le traité : les cités tributaires d’Eumène II, et les cités exemptes d’impôt.
Selon Polybe, les villes qui sont restées fidèles à Rome auraient gagné le statut de ville autonome. Ces villes sont l’objet de dispositions exceptionnelles. Néanmoins, deux classes de villes autonomes deviennent après le traité de 188 redevables à Eumène. Deux solutions s’imposent aux historiens : soit l’autonomie est assurée à toutes les villes, mais certaines devaient sans doute payer un tribut ; soit les villes imposables perdaient leur autonomie, et étaient adjugées à Eumène, tandis que seules les villes exemptes de taxe restent indépendantes. Cela reste toutefois discuté par les historiens ; la première solution est étrange juridiquement et on peut toutefois considérer que le statut d’Apamée est corrélatif à la liberté[pas clair].[réf. nécessaire]
Quant aux villes qui se sont opposées, elles sont obligées de payer à Eumène le tribut auparavant versé à Antiochos. Ces autres villes, qui n’ont jamais été indépendantes d’Antiochos III, passent sous la domination des alliés de Rome. Le vocabulaire de Polybe qui conte ces événements parle d’un « manquement à l’amitié romaine », ce qui rend la décision un peu faible. Il n’existe pas d’information si elles ont abandonné le parti romain ou si elles n’ont pas de rapports amicaux avec la République romaine. La plupart des historiens admettent que les villes tributaires d’Eumène sont aussi des villes sujettes des rois de Pergame. En effet, des douze villes dépendantes de Pergame en 218, deux sont tombées entre les mains d’Eumène : Téos et Temnos. Les neuf autres cités sont indépendantes, et le sort de Myrina reste incertain. Plusieurs d’entre elles revendiquent également par les armes leur liberté et l'obtiennent en 167. Ainsi, le renseignement donné par Polybe sur le statut des villes autonomes est susceptible de deux interprétations. Il y a une contradiction réelle entre le rapport de Polybe et le régime réel des cités d’Asie après la paix d’Apamée.

### Dons de Rome à Pergame et à Rhodes
Rhodes et Eumène de Pergame n’interviennent pas dans l’établissement de ce traité. Ce n’était pas pour la liberté des Grecs qu’ils ont combattu mais seulement pour se protéger de l'expansionnisme prêté à Antiochos III puis pour pouvoir prendre part au découpage de ce royaume . Rome laisse au roi Eumène de Pergame et aux Rhodiens, ses alliés dans la guerre contre le roi de Syrie, une bonne part des dépouilles séleucides. Selon Tite-Live, Eumène reçoit la Lycaonie, la Phrygie, la Mysie, la Lydie, l’Ionie, à « l’exception des villes qui étaient libres le jour où l’on avait livré bataille à Antiochos ». 
La Carie et la Lycie sont attribuées aux Rhodiens mais toujours avec la même exception : « sauf les villes qui étaient libres à la veille de la bataille livrée à Antiochos en Asie ». Rhodes reçut toute la Carie au sud du Méandre, cités, villages, forteresses, territoires ruraux.  La ville reçoit également des avantages fiscaux : les marchandises séleucides à destination de Rhodes sont exemptées de toute taxe.

### Conséquences pour le monde grec
Les décisions d’Apamée ont eu des conséquences à long terme. Le panorama politique a beaucoup changé dans le monde grec. Parmi les États issus du partage de l’empire d’Alexandre, deux ont subi des défaites, l’Étolie et le royaume séleucide. À l’exception des communautés restant sous la domination des rois de Bithynie, du Pont, de Cappadoce ou encore sous celles des dynastes paphlagoniens et galates, les communautés d’Asie Mineure ont été réparties en trois groupes. Après cette paix d’Apamée, aucun État grec n’est plus en mesure de l’emporter militairement face à Rome. 
L’Asie mineure retrouve une certaine autonomie, et au sein des États d’Asie mineure, Rhodes et Pergame obtiennent une certaine prépondérance. Elle marque également l’entrée de Rome sur la scène locale. Dès la guerre de 182-179, elle est au centre des attentions : toutes les parties prenantes de cette guerre envoient des ambassades à Rome, soit pour que la République envoie une armée, soit pour l’en détourner. Dans cette guerre, Rome se contente d’envoyer des commissions sénatoriales, dont les rapports ne provoquent aucune action ; il semble que Rome se soit contentée de faire appliquer la paix d’Apamée à l’égard du souverain séleucide, en l’empêchant d’intervenir. Il resta neutre, alors même que son allié Pharnace était prêt à lui fournir 500 talents d’argent pour obtenir son soutien.

## Postérité
La paix d'Apamée inaugure la transition entre les deux phases de l’époque hellénistique. Après un IIIe siècle de relative prospérité, les guerres du début du IIe siècle av. J.-C. inaugurent le retour vers le système oligarchique. Il s’agit toutefois de nuancer : il ne s’agit pas d’une césure, mais bien d’une transition. Pour la Grèce, le véritable tournant se situe vingt ans plus tard, à la fin de la troisième guerre de Macédoine en 168-167. Comme le notait Edouard Will : « l’histoire politique du monde hellénistique ne s’interrompt pas en 188/7. Elle ne s’interrompt pas davantage en 168/7, à la disparition du royaume de Macédoine, ni même en 146 avec la fin des libertés grecques, ni même en 133 avec la fin du royaume de Pergame ; seule la fin de l'empire lagide y met un terme en 31 av. J.-C. ».
La paix d’Apamée instaure un système de pouvoir unipolaire en Méditerranée : une seule puissance domine l’ensemble de la région.

### Sources antiques
- Diodore de Sicile, Bibliothèque historique [détail des éditions] [lire en ligne], XXIX, 14.
- Polybe, Histoires [détail des éditions] [lire en ligne], XXI, 2, 7.
- Tite-Live, Histoire romaine [détail des éditions] [lire en ligne], XXXVII, 52.